# 普利提环肽
普利提环肽（英语：Plitidepsin、又称dehydrodidemnin B，西班牙制药公司PharmaMar商品名为Aplidin）

## 新冠肺炎
在2021年1月25日科学杂志发表的一篇临床前研究论文指出Plitidepsin可以通过宿主蛋白eEF1A有效抵抗严重急性呼吸系统综合征冠状病毒2。SARS-CoV-2病毒蛋白与真核翻译机制相互作用，而翻译的抑制剂有潜在抗病毒效果。